# Prinçay
Prinçay ist eine französische Gemeinde mit 204 Einwohnern (Stand 1. Januar 2022) im Département Vienne in der Region Nouvelle-Aquitaine (vor 2016 Poitou-Charentes); sie gehört zum Arrondissement Châtellerault und zum Kanton Loudun (bis 2015 Monts-sur-Guesnes). 

## Geographie
Prinçay liegt etwa 41 Kilometer nordnordwestlich von Poitiers. Umgeben wird Prinçay von den Nachbargemeinden Dercé im Norden und Westen, Nueil-sous-Faye im Nordosten, Sérigny im Osten und Südosten, Berthegon im Süden, Saires im Süden und Südwesten sowie Monts-sur-Guesnes im Südwesten.

## Bevölkerungsentwicklung
| Jahr                      | 1962 | 1968 | 1975 | 1982 | 1990 | 1999 | 2006 | 2013 |
| Einwohner                 | 423  | 353  | 301  | 254  | 218  | 195  | 232  | 225  |
| Quelle: Cassini und INSEE |      |      |      |      |      |      |      |      |

## Sehenswürdigkeiten

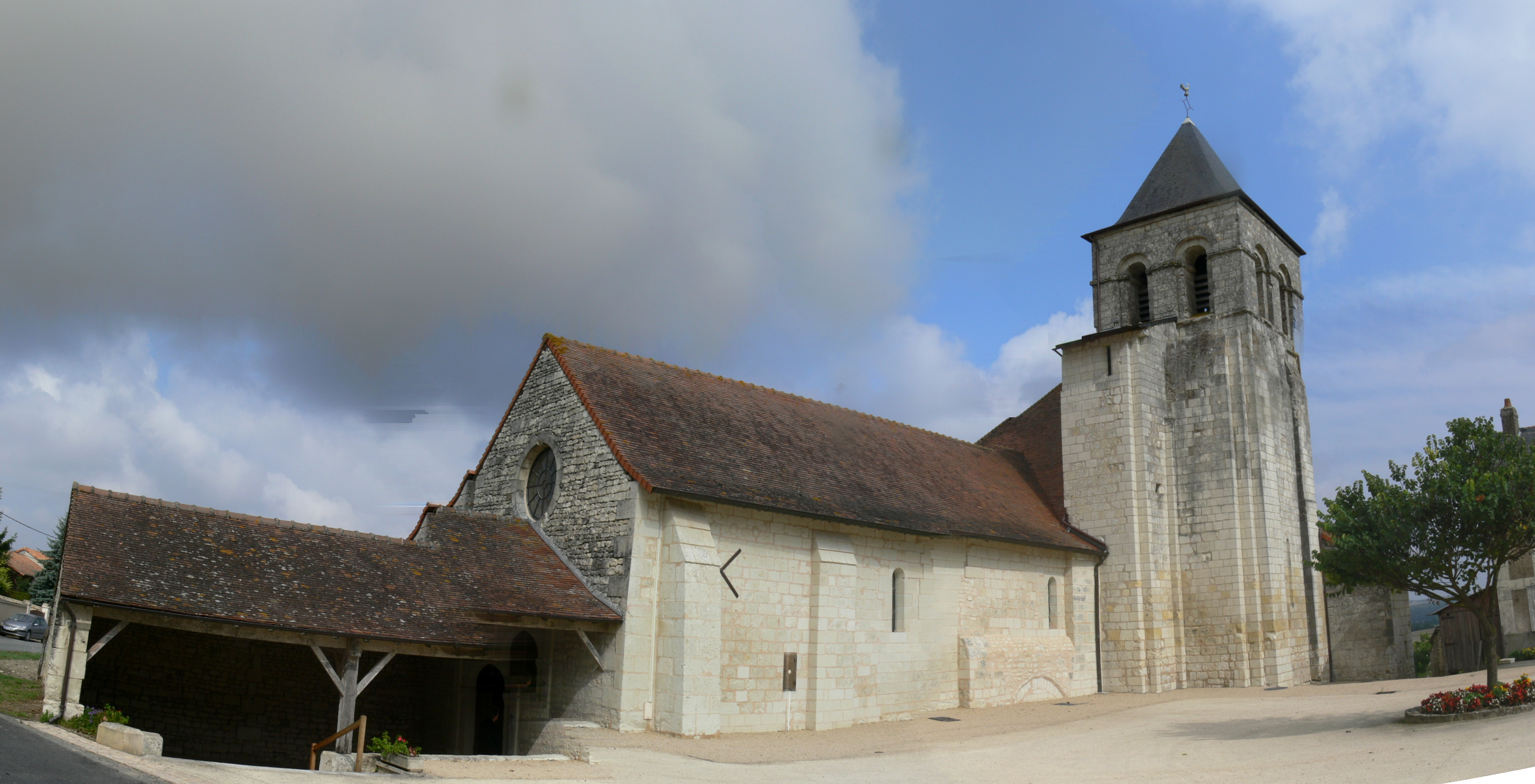
Kirche Saint-Gervais-Saint-Protais

- Kirche Saint-Gervais-Saint-Protais, seit 1952 Monument historique
- Schloss La Roche-du-Maine, 1520 bis 1525 erbaut, seit 1914 Monument historique
- Haus La Haute Porte aus dem 14. Jahrhundert, seit 1989 Monument historique